# Tiroteo en la Asamblea Nacional de Armenia de 1999
El tiroteo en la Asamblea Nacional de Armenia, generalmente conocido localmente como el 27 de octubre (Հոկտեմբերի 27, Hoktemberi k anyot), fue un ataque terrorista contra la Asamblea Nacional de Armenia en la capital de Ereván el 27 de octubre de 1999 por un grupo de cinco hombres armados liderados por Nairi Hunanyan que, entre otros, mató a los dos tomadores de decisiones de facto en el liderazgo político del país: el primer ministro Vazgen Sargsyan y el presidente del parlamento Karen Demirchyan. Su coalición reformista había ganado la mayoría en una elección parlamentaria celebrada en mayo de ese año y prácticamente había marginado al presidente Robert Kocharyan de la escena política.
El tiroteo provocó cambios significativos en el panorama político del país y sigue siendo objeto de numerosas teorías conspirativas , la mayoría de las cuales involucran al presidente Kocharyan, cuyo mandato a partir de entonces fue criticado con frecuencia por autoritario. Sargsyan y Demirchyan fueron honrados póstumamente con el título de Héroe Nacional de Armenia.

## Tiroteo

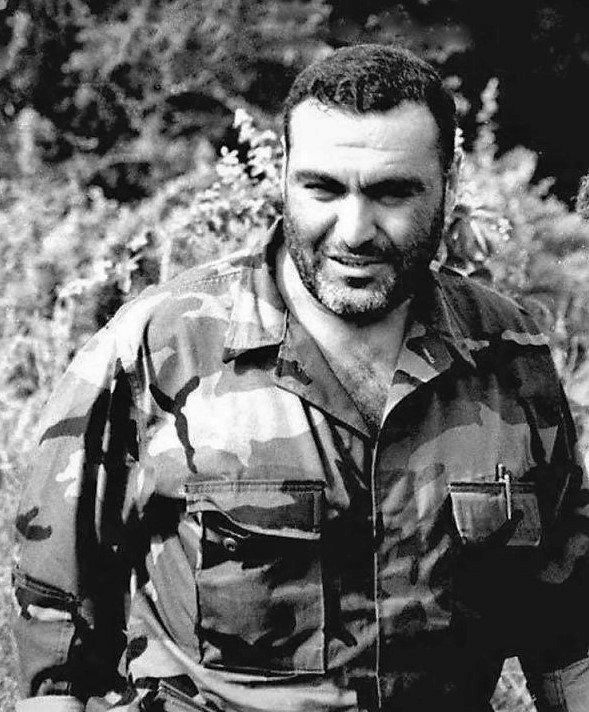
El primer ministro Vazgen Sargsyan, quién anteriormente había sido un influyente ministro de Defensa, era el objetivo principal del ataque.

El 27 de octubre de 1999, alrededor de las 5:15 p. m., cinco hombres, encabezados por el periodista y exmiembro de la Federación Revolucionaria Armenia Nairi Hunanyan, armados con fusiles Kalashnikov AK-47 ocultos bajo largas túnicas, irrumpieron en la sede de la Asamblea Nacional, ubicado en la avenida Baghramyan en Ereván, mientras el gobierno estaba llevando a cabo una sesión de preguntas y respuestas. Los atacantes abrieron fuego en la sesión, asesinando a 8 personas:
- Vazgen Sargsián: Primer ministro de Armenia
- Karen Demirchián: Presidente de la Asamblea Nacional
- Yuri Bakhshyan: Vicepresidente de la Asamblea Nacional
- Ruben Miroyan: Vicepresidente de la Asamblea Nacional
- Leonard Petrosyan: Ministro de Situaciones Extraordinarias
- Henrik Abrahamyan: Diputado
- Armenak Armenakyan: Diputado
- Mikayel Kotanyan: Diputado

Los atacantes hirieron a otras 30 personas en la asamblea.
Hunanyan estuvo acompañado por su hermano Karen, su tío Vram, y otros 2 individuos. El grupo afirmó que estaban realizando un golpe de Estado. Describieron su acto como "patriótico" y "necesario para la nación para recobrar sus sentidos". Dijeron que quisieron "castigar las autoridades por lo que estaban haciendo a su nación" y calificaron al gobierno como aprovechadores que "chupaban la sangre del pueblo". Afirmaban que Armenia estaba en una "situación catastrófica" y que "los oficiales corruptos" no estaban haciendo nada para remediar la situación. Vazgen Sargsyan era el principal objetivo del grupo armado, y afirmaron que las otras víctimas fueron muertes involuntarias. Según los periodistas que presenciaron el ataque, los hombres se acercaron hacia Sargsyan y dijeron: "Basta de beber nuestra sangre", al cual Sargsyan respondió con calma, "Todo se está haciendo por usted y por nuestros hijos". Vazgen Sargsyan fue agredido varias veces. Hunanyan afirmó que las ocho muertes y las docenas de heridos en el atentado eran "víctimas  inocentes", a excepción del caso de Sargsyan, en donde dijo que él "había fallado a la nación". Anna Israelyan, periodista y testigo del ataque, declaró que "los primeros disparos fueron directamente hacia Vazgen Sargsyan, a una distancia de entre 1 y 2 metros" y, en sus palabras, "era imposible de que hubiera sobrevivido". Gagik Saratikyan, un camarógrafo, fue la primera persona de afuera que se le permitió ingresar al edificio, mientras estaba bajo el control de los atacantes. Saratikyan grabó los cadáveres de Vazgen Sargsyan y Karen Demirchyan. El cuerpo de Sargsyan fue retirado del edificio durante la noche del 27 de octubre.

### Respuesta del gobierno
Poco después del ataque, cientos de policías y personal de las Fuerzas Armadas de Armenia y dos transportes blindado de personal. fueron llevados hacia Ereván, localizado en la avenida Baghramyan, rodeando la sede de la Asamblea Nacional. Un escuadrón antiterrorista de Rusia también participó en la operación. Mientras tanto, varias ambulancias se apresuraron hacia el lugar del ataque. El presidente Robert Kocharián comandó la operación de las fuerzas de seguridad. Mientras mantenía cerca de 50 rehenes dentro del edificio, los atacantes exigieron un helicóptero y tiempo de aire en la televisión nacional, para emitir una declaración política.
El presidente Kocharián dio un discurso en televisión, anunciando que la situación estaba bajo control. Su portavoz Vahe Gabrielyan calificó rápidamente a los atacantes como "terroristas individuales" y aseguró que "es solo el edificio de parlamento y un grupo muy reducido". Después de negociar con Kocharián, e la noche a la mañana, los hombres armados liberaron los rehenes, y se entregaron en la mañana del 28 de octubre, después de un enfrentamiento que duró entre 17 y 18 horas. Kocharián había garantizado la seguridad personal de los atacantes, y el derecho de ser sometidos a un juicio justo. Mientras tanto,las Fuerzas Armadas de Armenia bloquearon todas las carreteras que conducían a la capital del país, por razones de seguridad.
El 28 de octubre de 1999, el presidente Kochariá decretó 3 días de duelo nacional. La ceremonia del funeral de estado de las víctimas del tiroteo, se realizaron entre el 30 y 31 de octubre de 1999. Los cuerpos de las víctimas, incluyendo Vazgen Sargsyan, se colocaron dentro de la Ópera de Ereván. Funcionarios de alto rango de al menos 30 países, incluyendo al entonces Primer ministro de Rusia Vladímir Putin y al entonces Presidente de Georgia Eduard Shevardnadze, asistieron al funeral. Karekin II, patriarca de los Catholicós de Armenia y Aram I, patriarca de la Santa Sede de Cilicia, dieron las oraciones.

## Reacciones

### Nacional
Una encuesta realizada justo después del tiroteo (entre el 30 y el 31 de octubre) por el Centro de Estudios Sociológicos de la Academia Nacional de Ciencias de Armenia, reveló que el 56,7% de los encuestados dijo que los sucesos del 27 de octubre era un crimen en contra del Estado y hacia las autoridades del país. También se reveló que el 63,4% de los encuestados, consideraban que el grupo de atacantes estaba conformado por asesinos, traidores y enemigos.

### Internacional
- Australia — el ministro de Asuntos Exteriores australiano Alexander Downer condenó el asesinato de los altos mandos.[28]
- Francia — La embajada de Armenia en París recibió telegramas del Presidente Jacques Chirac, del Primer ministro Lionel Jospin y muchos otros políticos franceses.
- Irán —  el vicepresidente iraní Hasán Habibí visitó la embajada de Armenia en Teherán, donde  dejó una nota de condolencia en el libro en la triste ocasión.[29]
- Kazajistán — el presidente kazajo Nursultán Nazarbáyev envió un telegrama de pésame al Presidente Kocharián, diciendo que se trataba de un ''barbado'' incidente, y que se había recibido "con conmoción e indignación". Nazarbáyev enfatizó que este crimen monstruoso exige una vez más que unamos fuerzas para intensificar la intransigente lucha contra el terrorismo que amenaza la estabilidad del pueblo, el trabajo creativo y la vida pacífica."
- Rusia — el presidente ruso Borís Yeltsin expresó su "profunda rabia" y "una dura condena hacia estas acciones terroristas".  Instruyó al embajador ruso en Ereván para que transmitiera su "más profundas condolencias" y su pésame a todos los que sufrieron "a raíz de este acto de barbarie".  Yeltsin también fue citado, diciendo que era necesario "frenar de manera decisiva todas las manifestaciones de terrorismo, sea cual sea el lugar en donde ocurra", destacando la disposición de Rusia para una ''estrecha cooperación en este tema con todas las partes interesadas".[30]
- Siria — el presidente del Parlamento sirio Abd al-Qadir Qaddura ofreció sus condolencias.
- Turquía — El primer ministro turco Bülent Ecevit expresó su preocupación y declaró que "esto es un acontecimiento extremadamente triste y preocupante".  Añadió que "se me ocurren muchas posibilidades. Ha comenzado un proceso de diálogo que da señales de esperanza entre Azerbaiyán y Armenia. ¿Es una reacción a estos diálogos o no? No lo sé."
- Reino Unido — El vocero de la Oficina de Asuntos Exteriores declaró: "Esto es claramente un golpe terrible para Armenia después de obtener su independencia en 1991, y después de sus esfuerzos por construir una democracia. No aprobamos el terrorismo."
- Estados Unidos — el presidente estadounidense Bill Clinton condenó el tiroteo, calificándolo como un "acto sin sentido", y declaró el renovado apoyo de EE. UU. hacia Armenia. También dijo: "En este momento de tragedia,  renovamos nuestro apoyo hacia el pueblo de Armenia y a sus líderes, a medida que construyan sobre los principios que las víctimas de hoy, han encarnado de forma valiente". El 17 de noviembre de 1999, la Cámara de Representantes aprobó una resolución que condenaba el ataque.[31][32]

## Investigación y juicio
El 29 de octubre, los 5 sujetos fueron acusados de terrorismo, con el fin de socavar la autoridad. El juicio estuvo dirigido por Gagik Jhangiryan, Fiscal Militar Jefe de Armenia, quién afirmó que se estaba buscando a los autores intelectuales del ataque, incluso después de haber comenzado el juicio. Según Jhangiryan, el equipo a cargo de la investigación consideraba una docena de teorías. En enero de 2000, los detectives de Jhangiryan consideraron la conexión entre Kocharián y su círculo con el tiroteo en la Asamblea Nacional. Se arrestaron a numerosos partidarios de Kocharián, incluyendo a Aleksan Harutiunyan, el Asesor Presidencial Adjunto, y Harutiun Harutiunyan, Subdirector de Armenia 1 TV pero, durante el verano de ese año, fueron puestos en libertad. Finalmente, Jhangiryan no pudo encontrar evidencia alguna de que Kocharián hubiese participado en el tiroteo.
La investigación finalizó, y el caso fue enviado a la corte el 12 de julio de 2000.  El juicio comenzó el 15 de febrero de 2001, en el Tribunal del distrito de  Kentron y Nork-Marash en Ereván. El caso judicial fue transferido a la jurisdicción del fiscal general Aghvan Hovsepyan, y su oficina, que finalmente cerraron el caso por falta de pruebas. El cinco perpetradores del ataque (Nairi Hunanyan, su hermano menor Karen Hunanyan, su tío Vram Galstyan, Derenik Ejanyan y Eduard Grigoryan) fueron condenados a cadena perpetua el 2 de diciembre de 2003.

## Teorías conspirativas
Nunca se ha podido explicar en su totalidad, cual era el motivo del ataque: los hombres armados afirmaron que actuaron bajo iniciativa propia, y a pesar de las abundantes teorías conspirativas, no surgieron pruebas convincentes de que un líder político o un partido político estuviese detrás del ataque. No obstante, los asesinatos dejaron un vacío de poder en el establishment político. Las teorías conspirativas florecieron rápidamente, diciendo que los hombres armados actuaron bajo las órdenes de sabotear un acuerdo de paz en Karabaj, pero una década después, la evidencia disponible todavía apuntaba de que el líder del grupo era un tipo solitario que mostraba rencor hacia la élite política de Armenia.
En una entrevista realizada en abril de 2013, Rita Demirchyan, viuda de Karen Demirchyan, sugirió que el tiroteo fue ordenado fuera del territorio nacional armenio, y que no era un intento de golpe de Estado, sino más bien una orden de asesinato.

### Presunta implicación de Robert Kocharián y Serzh Sargsián
A pesar de que la investigación no encontró evidencia suficiente que vincule a Kocharián con el grupo Hunanyan, muchos analistas y políticos armenios sospechan que Robert Kocharyan y el ministro de Seguridad Nacional Serzh Sargsián estuvieron detrás del asesinato de Vazgen Sargsyan y otros políticos principales. En enero de 2000, investigadores acusaron que varios miembros de círculo de Kocharián pudieron haber estado detrás del tiroteo del 27 de octubre, alentando a que varios líderes de oposición exigieran la renuncia de Kocharián. Aun así, Kocharián gradualmente consolidó su poder durante el año para emerger como la figura más poderosa en el liderazgo del país.
El primer Presidente de Armenia Levon Ter-Petrosián ha "acusado de forma reiterada a Kocharián y Serzh Sargsián y a su sistema 'oligarca-criminal' de ser los principales responsables del tiroteo". En período previo a las elecciones presidenciales de 2008 declaró explícitamente que "Si  votas por Serzh Sargsián el 19 de febrero,  votarás por Nairi Hunanyan. Él que elija a Serzh Sarkisián profanará las sagradas tumbas de Karen Demirchian y Vazgen Sarkisian". En 2009 el Congreso Nacional Armenio, una alianza de oposición dirigida por Ter-Petrosián, emitió un comunicado tras el 10° Aniversario del tiroteo, culpando a "Kocharián y Serzh Sarkisián por los asesinatos, afirmando que la inmensa mayoría de la población armenia los consideran los autores intelectuales del crimen". La declaración continuó diciendo: "el 27 de octubre fue una violenta toma de poder, perpetrada bajo medios terroristas. De esta forma, el terrorismo se convirtió en la principal herramienta del régimen para aferrarse al poder y reproducirse".
En marzo de 2013, Vazgen Sargsián, hermano menor de Aram Sargsián, declaró que  tenía muchas interrogantes sobre los gobiernos de Robert Kocharián y Serzh Sargsián. Afirmó que el proceso judicial de 27 de octubre "profundizó la desconfianza púbica hacia las autoridades" cuando "muchas preguntas aun siguen sin respuestas" Según Aram Sargsián, la divulgación del vídeo del ataque es "vital" para Armenia. Sargsián concluyó insistiendo que ''nunca a acusado a ellos o a las autoridades de ser los responsables del 27 de octubre. Los acuso de no haber revelado completamente los hechos del 27 de octubre".
Albert Bazeyan declaró en 2002 que "hemos llegado a la conclusión de que el crimen tenía como objetivo que el poder de Robert Kocharián fuese ilimitado e incontrolable. Tras eliminar físicamente a Karen Demirchyan y Vazgen Sargsián, sus organizadores quisieron crear requisitos previos para la victoria de Kocharián en las futuras elecciones presidenciales."

### Presunta implicación extranjera

#### Rusia
Hacia finales de abril de 2005, en una entrevista en el periódico azerí Realniy Azerbaijan, el exagente del servicio secreto ruso Alexander Litvinenko acusó al Departamento Central de Inteligencia (GRU) del Estado Mayor de las Fuerzas Armadas de Rusia, de haber organizado el tiroteo en la Asamblea Nacional de Armenia, aparentemente para descarrilar el proceso de paz que habría resuelto el conflicto en Nagorno-Karabakh, pero no ofreció ninguna evidencia para apoyar la acusación. En mayo de 2005, la embajada rusa en Armenia negó toda implicación en el hecho, y describió las acusaciones de Litvinenko como un intento de dañar las relaciones entre Rusia y Armenia, por parte de la gente que se opone a las reformas democráticas en Rusia. El Servicio de Seguridad Nacional de Armenia también negó la participación de Rusia en el atentado. El portavoz del grupo, Artsvin Baghramyan declaró "ni un solo hecho o siquiera una pista sobre la teoría de Litvinenko, se habló durante el juicio". El asesor se seguridad del Presidente Kocharián, Garnik Isagulyan, calificó a Litvinenko como un ''hombre enfermo''.
El 27 de octubre de 2012, el "refugiado político" armenio establecido en Francia y exsacerdote apostólico Artsruni Avetisysan (también conocido por su nombre religioso Ter Girgor) dio una entrevista a A1plus, en donde afirmó que los servicios secretos rusos estuvieron detrás del tiroteo. El 7 de mayo de 2013, en una entrevista en la misma agencia, Avetisysan afirmó que el tiroteo fue perpetrado por el teniente general Vahan Shirkhanyan, quién era Viceministro de Defensa entre 1992 y 1999, y por el entonces ministro de Seguridad Nacional Serzh Sargsián. Insistió en que el tiroteo fue asistido por los servicios secretos rusos para llevar el "clan criminal neo-bolchevique" de Serzh Sargsián y Robert Kocharián al poder.

#### Estados Unidos y Francia
Ashot Manucharián, uno de los principales miembros del Comité Karabaj, exministro de Asuntos Internos, Asesor de Seguridad Nacional de Ter-Petrosián, y aliado del mismo hasta 1993, declaró en octubre de 2000, que los funcionarios armenios fueron advertidos por un país extranjero, sobre los disparos. También declaró que "los servicios especiales Occidentales" estuvieron involucrados en los sucesos del 27 de octubre. En palabras de Manucharián: "los servicios especiales de los EE.UU. y Francia están actuando para destruir Armenia, y en este contexto, es muy probable de que sean partícipes de los actos terroristas en Armenia."

### Presunto rol de la Federación Revolucionaria Armenia
Nairi Hunanyan, líder del grupo armado, era un exmiembro de la Federación Revolucionaria Armenia (Dashnaktsutyun). De acuerdo a los representantes del FRA, Hunanyan fue expulsado del partido en 1992 por mala conducta, y desde entonces, no había tenido vínculo alguno con el FRA. Algunas especulaciones se han hecho sobre la implicación del FRA en el atentado. Ashot Manucharyan declaró en 2000 que estaba muy preocupado por la circunstancia de que "varios líderes del partido Dashnaktsutyun estén actuando a favor de la política exterior estadounidense".

## Consecuencias
El periodista armenio-estadounidense Garin Hovannisian describió las secuelas del ataque de la siguiente manera:

Durante semanas, los armenios lloraron en silencio, pero a partir de su dolor, una sorprendente teoría comenzó a evolucionar. Los asesinatos fueron perpetrados por el líder terrorista, un ex-periodista llamado Nairi Hunanyan, pero el público no estaba convencido. El hecho, es que el Primer Ministro Sargsián y el Presidente de la Asamblea Nacional Demirchyan, habían creado recientemente en el parlamento, una alianza para la reforma democrática, y que solo eran hombres que comandaban los recursos y la popularidad, para que algún día pudiesen desafiar al Presidente. Por supuesto, no había real evidencia de que Robert Kocharián fuera cómplice de este monstruoso crimen contra el pueblo armenio, pero estaba claro que salió desde el baño de sangre con poder absoluto.

Desde principios de junio hasta fines de octubre de 1999, el sistema político en Armenia estuvo basado en el tándem Demirchyan-Sargsián, quienes tenían el control del poder ejecutivo, legislativo y militar. El atentado alteró el equilibrio político del país, y el espectro político del país permaneció inestable durante meses. El atentado generó un gran impacto en la reputación internacional de Armenia, lo que llevó a una reducción en la inversión extranjera. La "orden dual de facto" de Sargsián y Demirchyan fue transferido al Presidente Kocharián.
Aram Khachatryan del Partido Popular de Armenia, fue elegido Presidente de la Asamblea Nacional, mientras que Aram Sargsián, hermano de Vazgen Sargsián, fue nombrado Primer ministro. Sin embargo, Aram Sargsyan fue destituido por el presidente Kocharián en mayo de 2000. debido a su "incapacidad para trabajar" con el gabinete de Sargsián. El líder del Partido Republicano Andranik Margaryan lo sucedió como Primer ministro, el 12 de mayo de 2000.
Kocharyan impidió con éxito que la Asamblea Nacional bajo el mando del Bloque de Unidad lo enjuiciara, y de forma gradual, consolidó el poder que lo rodeaba. Kocharián siguió siendo muy impopular en su país, ya que una encuesta realizada en 2002, reveló que al menos 3 políticos (Stepan Demirchyan, Artashes Geghamyan, Levon Ter-Petrosián) tenían mayor aprobación que él. En 2009, Anahit Bakhshyan, diputada del partido Herencia y viuda de Yuri Bakhshyan, quién era Vicepresidente de la Asamblea Nacional, declaró que "Robert Kocharián convirtió el atentado terrorista del 27 de octubre de 1999, en un buen uso, haciendo cambio hacia un régimen más totalitario". El Informe de Desarrollo Humano escribió en 2000, que los "acontecimientos del 27 de octubre afectaron adversamente la situación del país en todos los aspectos y esferas, y sus consecuencias se dejaran sentir durante mucho tiempo, en las expresiones políticas, económicas y sociales" y pronosticó una nueva disminución en el desarrollo humano.

## Homenaje
El 27 de octubre de 2009, se instaló un monumento conmemorativo en el parque de la Asamblea Nacional. Durante la ceremonia de apertura, Stepan Demirchyan, hijo de una de las dos principales víctimas del atentado, Karen Demirchyan, declaró que "es imposible obtener una revelación completa de los hechos mientras la autoridades actuales sigan en el poder. Sin embargo, tarde o temprano la realidad será revelada. Esto es un asunto  de nuestra dignidad de Estado. Solo en el caso de tener una revelación completa de los hechos, seremos capaces de vencer las consecuencias negativas de los eventos del 27 de octubre".